# Grote Ommegang

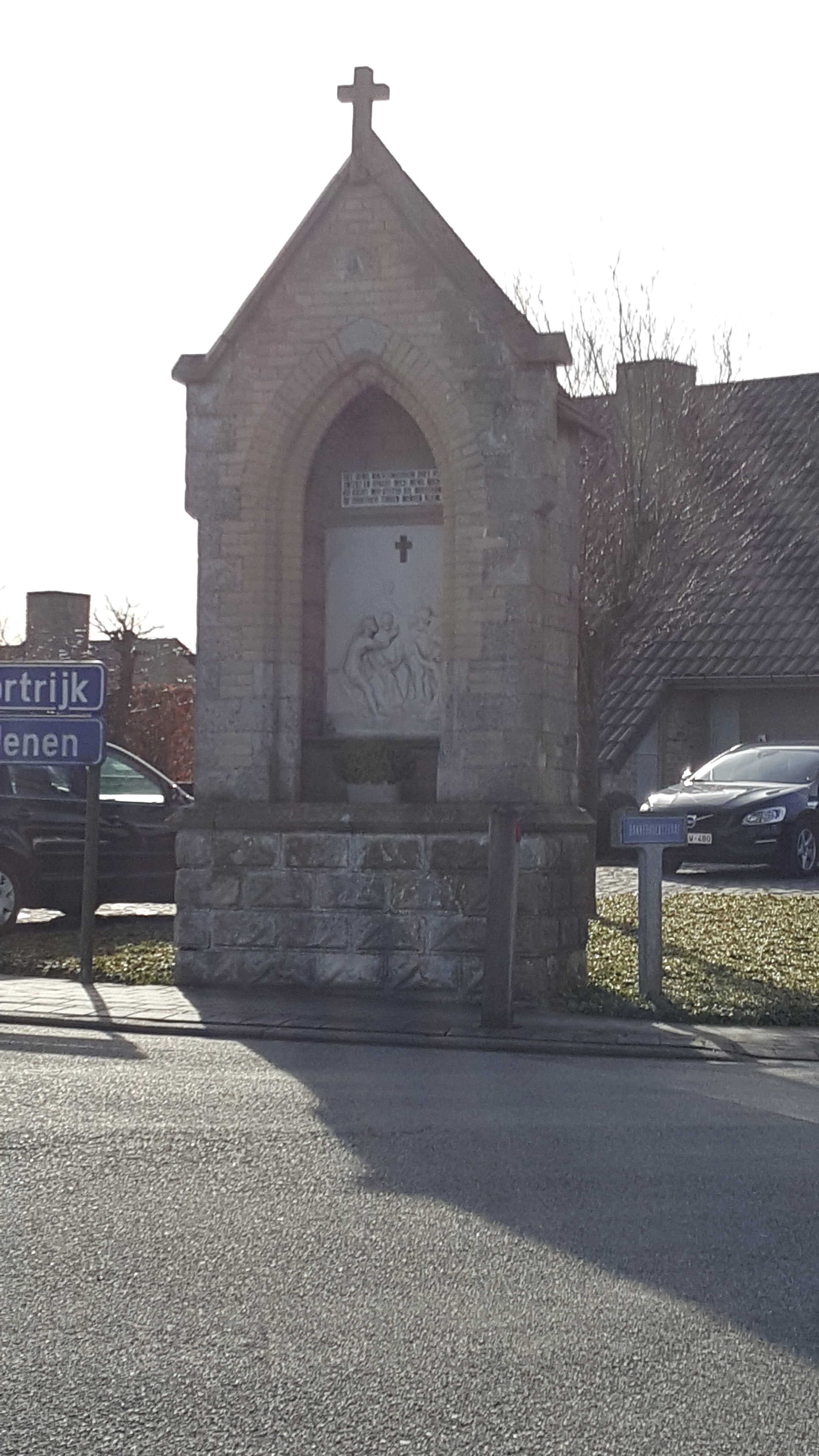
Kapelletje van de Grote Ommegang

De Grote Ommegang is een ommegang in de tot de West-Vlaamse gemeente Moorslede behorende plaats Dadizele.
Deze 4,3 km lange ommegang bestaat uit 14, deels neogotische, kapelletjes welke het lijdensverhaal van Jezus verbeelden.

## Geschiedenis
Reeds in de 14e eeuw werd melding gemaakt van een ommegang. Deze begon vroeger bij een vijftiende kapelletje welke het Laatste Avondmaal verbeeldde. In 1857 werd dit kapelletje echter gesloopt, vanwege de bouw van de basiliek. Sindsdien begint de ommegang bij het Verraad van Judas, nabij de basiliek. Daarna vervolgt de ommegang de Ledegemstraat, Kleppestraat, Millesteenstraat/Baron Holvoetstraat, de Bakkerhoekstraat en de Geluwestraat, om uit te komen bij de crypte van de basiliek, waar de Graflegging wordt verbeeld.
Omstreeks 1900 werden de kapelletjes naar neogotische trant vernieuwd. In 1944 werden de meeste kapelletjes afgebroken. Slechts één kapelletje bleef bestaan: Jezus bij Herodes. In 1948 werden de afgebroken kapelletjes door nieuwe vervangen.

## Spaanse kapel
Tot de Grote Ommegang behoort ook de Spaanse kapel, een 18e-eeuwse barokke kapel die statie 13 vertegenwoordigt. De Spaanse Kapel ligt aan het rondpunt op de kruising van de Beselarestraat met de Geluwestraat in Dadizele (Moorslede), vlak naast de ingang van de begraafplaats van Dadizele. 
Het is een achthoekige kapel met klokvormig dak. De kapel werd tijdens de Eerste Wereldoorlog zwaar beschadigd en daarna herbouwd. De bakstenen kapel heeft een sierlijke ingangspartij en hoekbanden, uitgevoerd in natuursteen. In 1979 werd ze gerestaureerd en in 1985 is ze beschermd als monument. In 2023 werd ze opnieuw gerenoveerd. 

## Kaart

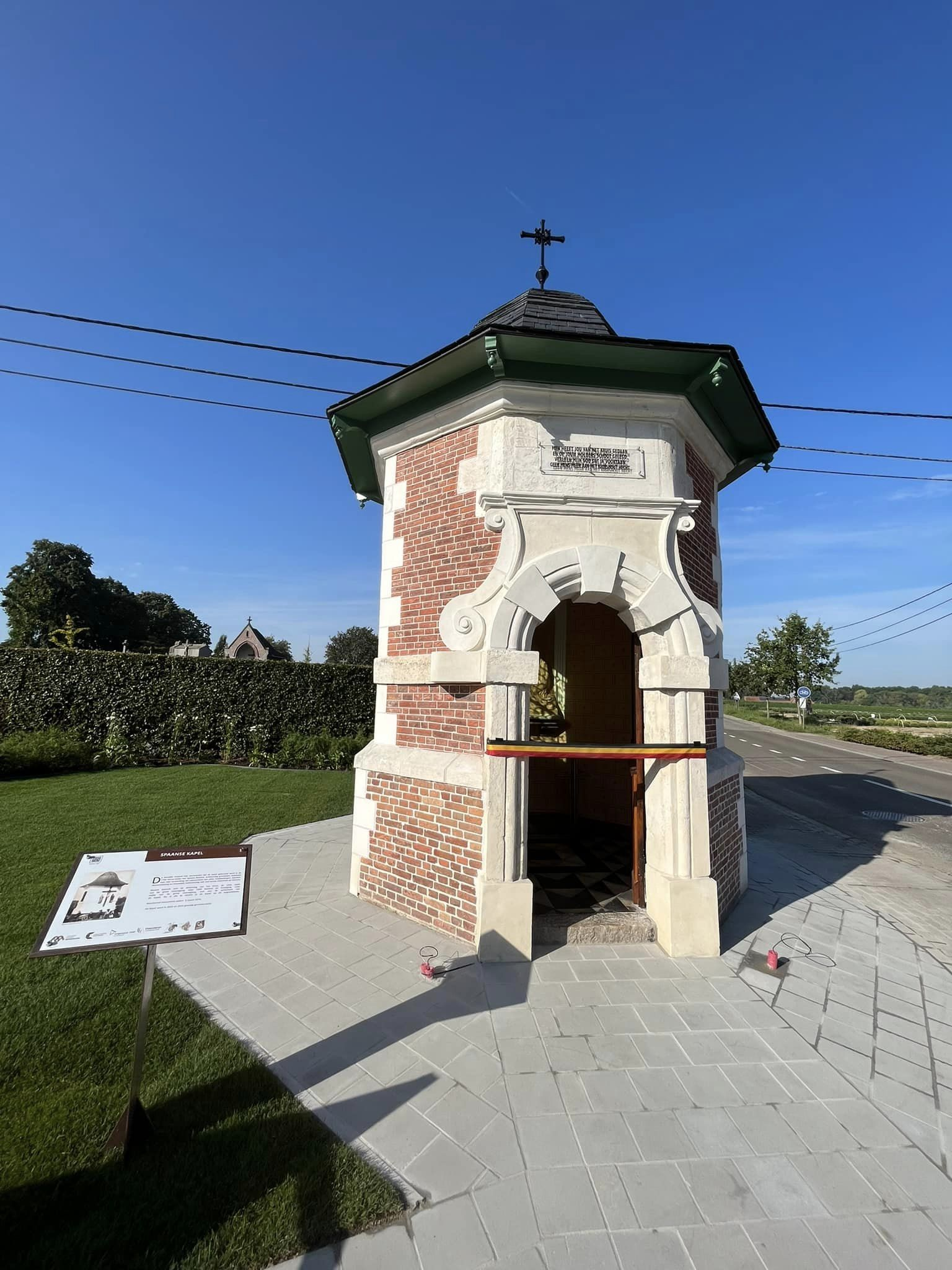
Spaanse kapel tijdens inhuldiging na renovatie op zaterdag 9 september 2023

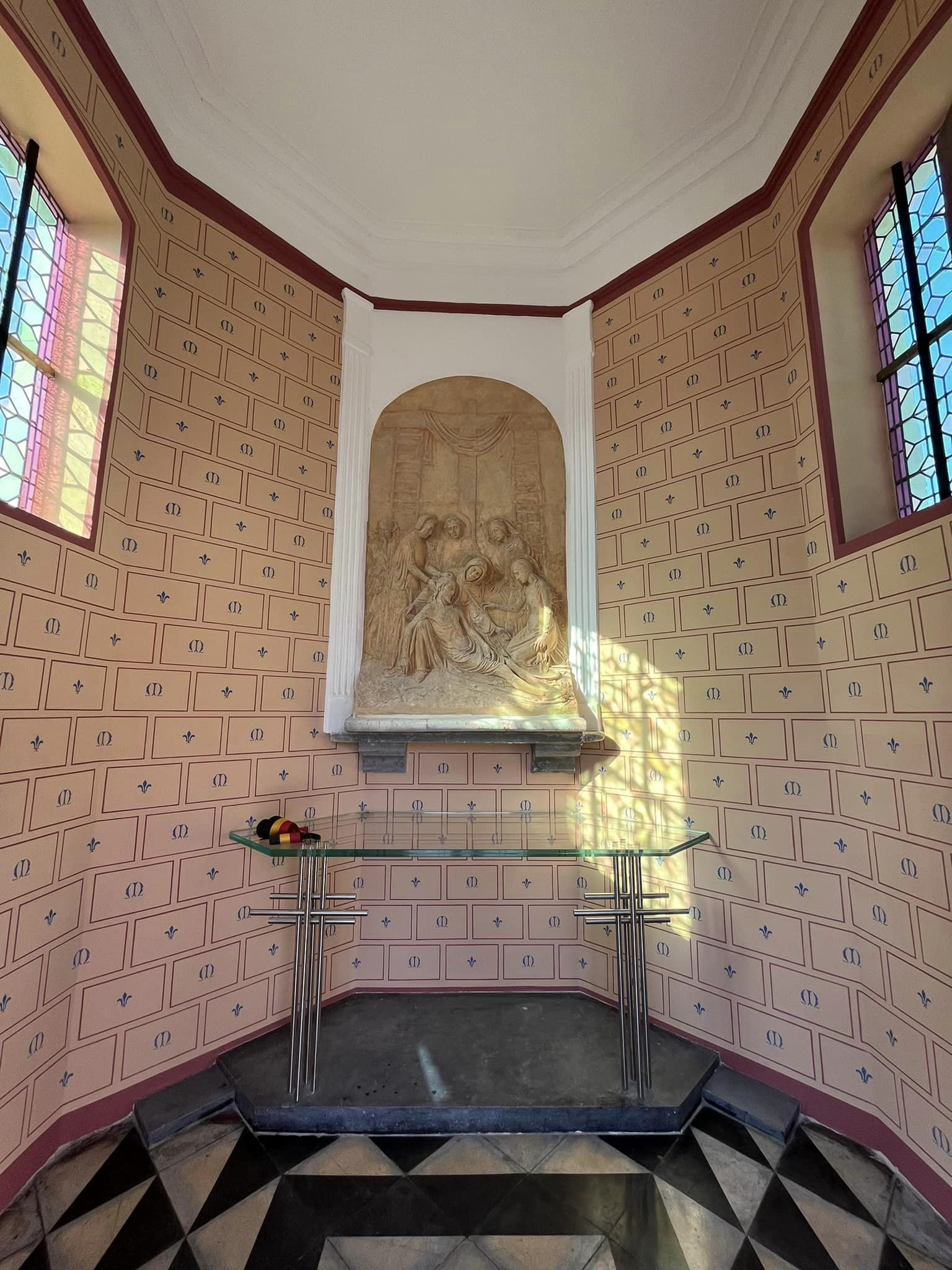
Binnenkant Spaanse kapel na renovatie in 2023.